# Hrabstwo Grundy (Illinois)

Piramida wieku hrabstwa

Hrabstwo Grundy – hrabstwo w USA, w stanie Illinois, według spisu z 2000 r. liczba ludności wynosiła 37 535. Siedzibą hrabstwa jest Morris.
Hrabstwo graniczy z hrabstwami Kendall i Will, które są częścią aglomeracji chicagowskiej.

## Geografia
Według spisu hrabstwo zajmuje powierzchnię 1115 km², z czego 1088 km² stanowią lądy, a 27 km² (2,44%) stanowią wody. Hrabstwo w większości zajmuje preria, bogate jest w złoża węgla i kamienia budulcowego (w okolicy miasta Morris) i glinę. Przez hrabstwo przepływają rzeka Illinois i kanał Illinois-Michigan z wyspą Rock oraz linia kolejowa Chicago & Alton. Głównym zajęciem mieszkańców jest rolnictwo oraz drobna wytwórczość.

### Sąsiednie hrabstwa
- hrabstwo Kendall – północ
- hrabstwo Will – wschód
- hrabstwo Kankakee – południowy wschód

Stan Illinois na mapie USA

- hrabstwo Livingston – południe
- hrabstwo LaSalle – zachód

## Historia
Hrabstwo Grundy powstało w 17 lutego 1841 r. z hrabstwa LaSalle. Swoją nazwę obrało na cześć Felixa Grundy, który był senatorem Stanów Zjednoczonych z ramienia stanu Tennessee i 13. prokuratorem generalnym Stanów Zjednoczonych aż do jego śmierci w 1840 r.
Pierwszy białym osadnikiem, o którym zachowały się źródła, był William Markiz. Przybył do ujścia rzeki Mazon w 1828 r. Innymi pionierami byli pułkownik Sayers, W.A. Holloway, Alexander K. Owen, John Taylor, James McCartney i Joab Chappell. Pierwsza sprzedaż ziemi państwowej została dokonana w 1835 i w 1841 r.

## Demografia
Według spisu z 2000 r. hrabstwo zamieszkuje 37 535 osób, które tworzą 14 293 gospodarstw domowych oraz 10 276 rodzin. Gęstość zaludnienia wynosi 35 osób/km². Na terenie hrabstwa jest 15 535 budynków mieszkalnych o częstości występowania wynoszącej 14 budynków/km². Hrabstwo zamieszkuje 97,09% ludności białej, 0,19% ludności czarnej, 0,24% rdzennych mieszkańców Ameryki, 0,30% Azjatów, 0,01% mieszkańców Pacyfiku, 1,30% ludności innej rasy oraz 0,87% ludności wywodzącej się z dwóch lub więcej ras, 4,13% ludności to Hiszpanie, Latynosi lub inni.
W hrabstwie znajduje się 14 293 gospodarstw domowych, w których 35,30% stanowią dzieci poniżej 18 roku życia mieszkający z rodzicami, 59,60% małżeństwa mieszkające wspólnie, 8,60% stanowią samotne matki oraz 28,10% to osoby nie posiadające rodziny. 23,50% wszystkich gospodarstw domowych składa się z jednej osoby oraz 9,40% żyje samotnie i ma powyżej 65 roku życia. Średnia wielkość gospodarstwa domowego wynosi 2,60 osoby, a rodziny wynosi 3,09 osoby.
Przedział wiekowy populacji hrabstwa kształtuje się następująco: 26,60% osób poniżej 18 roku życia, 8,30% pomiędzy 18 a 24 rokiem życia, 30,20% pomiędzy 25 a 44 rokiem życia, 22,50% pomiędzy 45 a 64 rokiem życia oraz 12,30% osób powyżej 65 roku życia. Średni wiek populacji wynosi 36 lat. Na każde 100 kobiet przypada 98,90 mężczyzn. Na każde 100 kobiet powyżej 18 roku życia przypada 97,40 mężczyzn.
Średni dochód dla gospodarstwa domowego wynosi 51 719 USD, a średni dochód dla rodziny wynosi 60 862 dolarów. Mężczyźni osiągają średni dochód w wysokości 46 392 dolarów, a kobiety 26 487 dolarów. Średni dochód na osobę w hrabstwie wynosi 22 591 dolarów. Około 3,20% rodzin oraz 4,80% ludności żyje poniżej minimum socjalnego, z tego 5,00% poniżej 18 roku życia oraz 6,00% powyżej 65 roku życia.

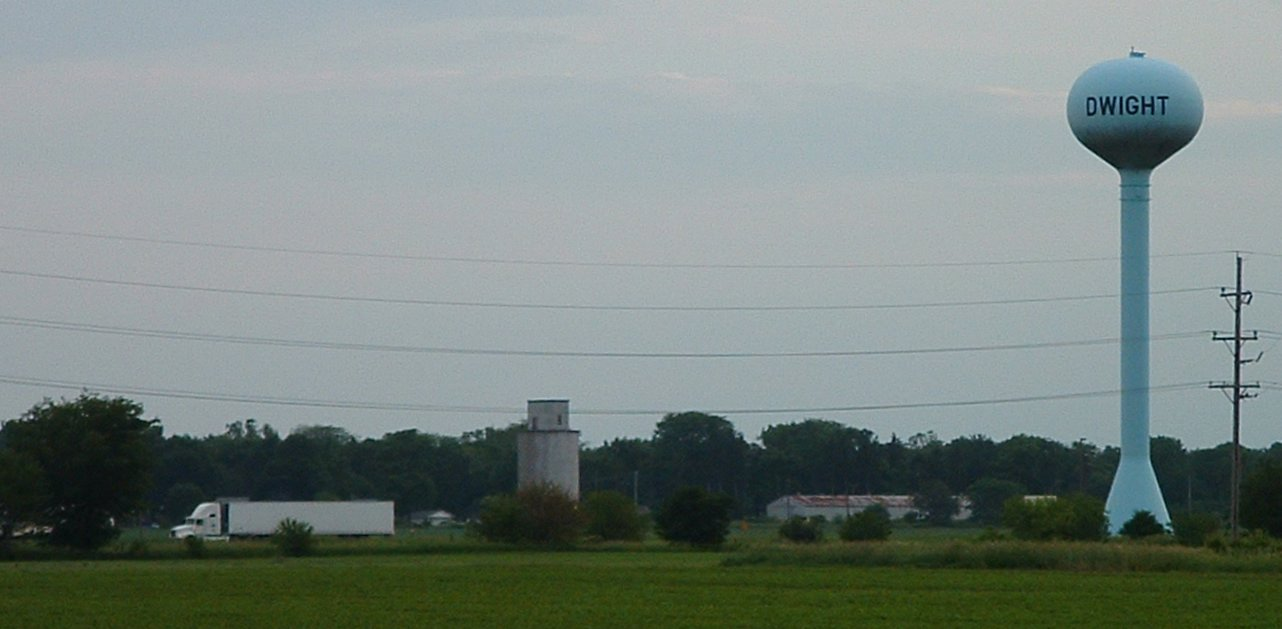
Widok na miasto Dwight

## Okręgi
Hrabstwo Grundy podzielone jest na 17 okręgów:

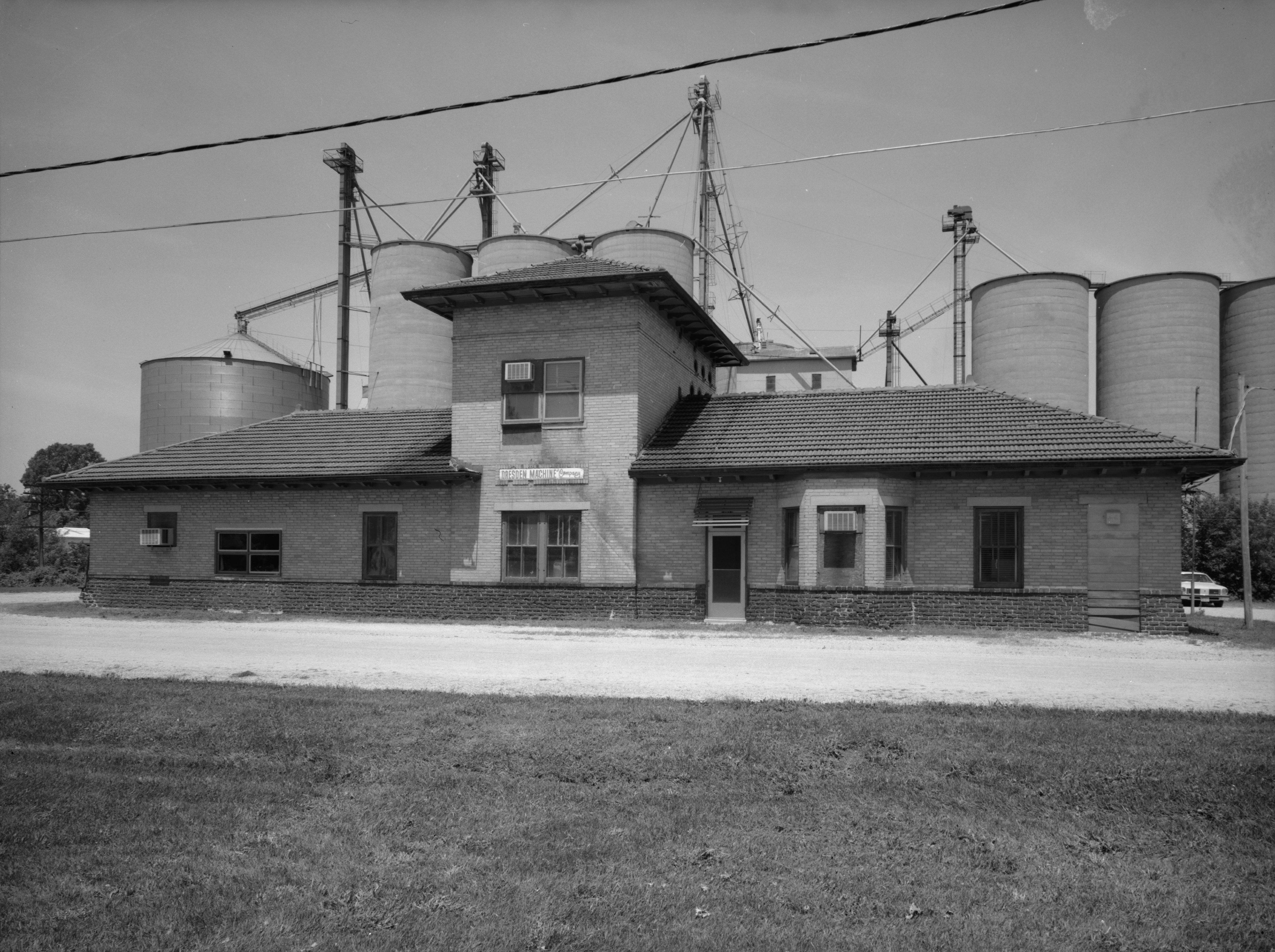
Dworzec osobowy w Minooka na trasie linii kolejowej Chicago, Ottawa i Peoria

- Aux Sable
- Braceville
- Erienna
- Felix
- Garfield
- Goodfarm
- Goose Lake
- Greenfield
- Highland
- Maine
- Mazon
- Morris
- Nettle Creek
- Norman
- Saratoga
- Vienna
- Wauponsee

## Miasta
- Morris

## Wioski
- Braceville
- Carbon Hill
- Coal City
- Diamond
- Dwight
- East Brooklyn
- Gardner
- Godley
- Kinsman
- Mazon
- Minooka
- South Wilmington
- Verona